# Невелски (залив)
Заливът Невелски (на руски: залив Невельского) е залив на Японско море, на югозападния бряг на остров Сахалин, Сахалинска област на Русия. Ширина на входа около 80 km, дълбочина до 100 m. В него се вливат множество малки реки, водещи началото си от Западносахалинските планини. Приливите са полуденонощни с височина около 1 m. На бреговете му са разположени градовете Холмск и Невелск. Наименуван е в чест на руския изследовател на Далечния изток капитан Генадий Невелски, който от 1850 до 1855 г. ръководи Амурската експедиция.